# الحرب الأهلية السودانية الثانية
الحرب الأهلية السودانية الثانية هي حرب أهلية بدأت في عام 1983، بدأت بعد 11 عاماً من الحرب الأهلية السودانية الأولى بين أعوام 1955 إلى 1972، درات معظمها في الأجزاء الجنوبية من السودان أو في منطقة الحكم الذاتي الذي يُعرف بجنوب السودان، وتعتبر إحدى أطول وأعنف الحروب في القرن العشرين، وراح ضحيَّتها ما يقارب 1.9 مليون من المدنيين، ونزح أكثر من 4 ملايين منذ بدء الحرب، ويعدَّ عدد الضحايا المدنيين لهذه الحرب أحد أعلى النسب في أي حرب منذ الحرب العالمية الثانية، انتهى الصراع رسمياً مع توقيع اتفاقية نيفاشا للسلام في كانون الثاني / يناير 2005 واقتسام السلطة والثروة بين حكومة رئيس السودان عمر البشير وبين قائد قوات الحركة الشعبية لتحرير السودان جون قرنق.

## الخلفية والأسباب
توصف هذه الحرب في العادة على انها قتال بين سكان جنوب السودان السكان غير العرب وحكومة الشمال العربية المسيطرة على الرغم من وجود بعض القيادات الشمالية التي تنتمي للقبائل العربية كأمثال الدكتور منصور خالد والأستاذ ياسر عرمان وكلاهما ينتسبان لقبيلة الجعلية العربية. على مر التاريخ كانت الممالك والقوى العظمى التي عاشت على ضفاف نهر النيل تقاتل شعب جنوب السودان لقرون. منذ القرن السابع عشر على الأقل حاولت الحكومات المركزية استغلال رعاة الماشية في جنوب السودان.
 لما شغل البريطانيون السودان كمستعمرة أداروا الأقاليم الشمالية والجنوبية كل على حدة. عومل الجنوب مثل معاملة المستمعرات البريطانية الأخرى في شرق أفريقيا، كينيا وتنجانيقا وأوغندا، بينما كانت بريطانيا تعامل شمال السودان كما تعامل مصر. منع الشماليون من شغل أي مناصب في سلطة الجنوب وكان التبادل التجاري مقطوعا بين المنطقتين.
بعد ذلك ضغط البريطانيون على الشماليين لدمج المنطقتين. وأصبحت اللغة العربية لغة الحكم في الجنوب وبدأ الشماليون يحظون بمناصب في الجنوب. كانت النخبة الجنوبية التي تثقفت باللغة الإنجليزية مستاءة من التغير الذي منعهم من حكم منطقتهم. بعد انتهاء الاستعمار البريطاني أعطيت غالبية السلطة على الجنوب للحكومة الشمالية في الخرطوم، الأمر الذي تسبب في اضطرابات في الجنوب.

## جيش الرب للمقاومة (1994-2002)

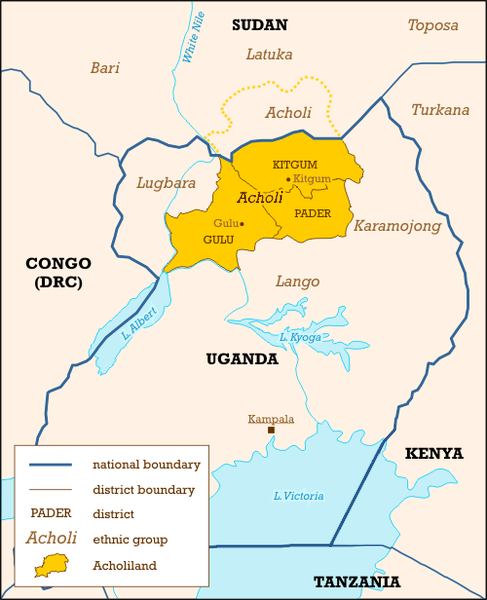
أرض أشولي في شمال يوغندا

شهدت هذه الفترة من الحرب السودانية صراعا شديدا وصل إلى شمال أوغندا بسبب دعم أوغندي للسودانيين للمتمردين. وقد كانت ذروة سفك الدماء في وسط التسعينات ثم بعدها خمد الصراع تدريجيا. ثم بدأ الصراع العنيف من جديد بهجوم قوات الدفاع الشعبية الأوغندية في 2002. كان جيش الرب للمقاومة جماعة متمردة هامشية على أطراف أوغندا منذ تاسيسها سنة 1987 ولفترة سبع سنوات. بعد أسبوعين من تسليم الرئيس الأوغندي يوري موسفني إنذاره في 6 فبراير 1994، أعلن مقاتلوا جيش الرب للمقاومة عبورهم الحدود الشمالية وتأسيسهم قواعد في جنوب السودان بموافقة حكومة الخرطوم. نهاية مبادرة بيجومبي للسلام شكلت تحولا جوهريا في طابع جيش الرب للمقاومة الذي كان يقدر عددهم بين 3000 إلى 4000 مقاتل في ذلك الوقت. وكانت هذه نقطة تحول في تاريخ جيش الرب للمقاومة.

### الدعم السوداني يوسع نطاق الصراع
كان الدعم الحكومي السوداني لجيش الرب للمقاومة ردا على الدعم الحكومي الأوغندي للمتمردين في جنوب السودان جيش الحركة الشعبية لتحرير السودان. قبل هذا الدعم الحكومي السوداني كان يمكن التعامل مع جيش الرب للمقاومة كمصدر إزعاج ثانوي في أطراف الدولة؛ لكن مع ذلك الدعم كان يجب أن تعتبر قوة تعمل لصالح حكومة الخرطوم. سمح الدعم السوداني لجيش الرب بزيادة كثافة عملياته فوق المستوى الذي كان قادرا عليه سابقا. لم تكن السودان فقط ملاذا آمنا ومكانا تشن منه هجمات على حكومة أوغندا بل منحت السودان حركة جيش الرب كمية كبيرة من الأسلحة والذخيرة والألغام الأرضية ولوازم أخرى. في المقابل كان جيش الرب يعمل ضد الحركة الشعبية ويشارك دوريا في عمليات مشتركة مع الجيش السوداني. تزايد الصراع والهجمات بين الدولتين عن طريق وكلائهما قادت أوغندا والسودان إلى شبه حرب مفتوحة في 1995.